# Demodes malaccensis
Demodes malaccensis är en skalbaggsart som först beskrevs av Stefan von Breuning 1935.  Demodes malaccensis ingår i släktet Demodes och familjen långhorningar. Inga underarter finns listade i Catalogue of Life.